# Remirp
En teoria de nombres, remirp, (primer escrit a l'inrevés) és un nombre primer que resulta ser un nombre primer diferent quan els seus dígits es mostren a la inversa. Aquesta definició exclou els nombres primers palíndroms com a cas trivial. El terme primer reversible també pot ser usat per referir-se als nombres remirp, però és possible que, ambiguament, també incloguin els políndroms. Els primers remirps són:
13, 17, 31, 37, 71, 73, 79, 97, 107, 113, 149, 157…
Tots els nombre primers permutables no políndroms són remirps.
A data de novembre de 2009, el remirp més gran conegut és el 1010006+941992101×104999+1, descobert per Jens Kruse Andersen l'octubre de 2007.
El terme remirpimes (en singular) és utilitzat en alguns llocs per tractar els nombres anàlogs dels semiprimers. És a dir, un nombre semiprimer que resulta ser-ne un altre si és escrit a l'inrevés.

## Remirps amb altres propietats
Hi ha un subconjunt de nombres remirp x, amb nombre mirall xm, tals que x és el nombre primer número y i xm és el nombre primer número ym. Per exemple, el remirp 73 és el 21è nombre primer, el seu nombre mirall, el 37, és el 12è nombre primer, essent 12 el mirall de 21.